# Березник (Оханский район)
Березник — деревня в Оханском районе Пермского края. Входит в состав Таборского сельского поселения.

## История
В 1962 г. указом Президиума Верховного Совета РСФСР деревня Убиённая переименована в Березник.

## Население
| 2010 |
| ---- |
| 3    |